# Jukka M. Heikkilä
Jukka M. Heikkilä, (né en 1966 à Tampere), est un écrivain finlandais.

## Œuvres
- Sisilian prinsessa - 310-240 BC
- Antigonos, jumalten poika - 302-294 BC
- Arkhimedes syrakusalainen - 270 BC
- Karthago - 256-255 BC
- Merikonsuli - 245-241 BC
- Tyranni - 215-212 BC
- Augustuksen kisat - 2 BC
- Germania - AD 20
- Germaani ja leijona - AD 106-107
- Juppiterin saari - AD 170

## Récompenses
- 2001 : Prix Nuori Aleksis